# 디즈니 채널 게임스
디즈니 채널 게임스(Disney Channel Games)는 2006년부터 2008년까지 디즈니 채널에서 방영된 텔레비전 프로그램이다. 디즈니 채널에서 활약중인 스타들을 각 팀으로 나뉘어, 지력, 체력, 그리고 팀워크를 구사하고 해학적인 릴레이 경주와 장애물 경주 등 다양한 게임에 도전 모습을 보여준다.